# Сьерра-де-ла-Деманда (комарка)
Сьерра-де-ла-Деманда (исп. Sierra de la Demanda (comarca))  — район (комарка) в Испании, входит в провинцию Бургос в составе автономного сообщества Кастилия и Леон.

## Муниципалитеты
1. Альдеа-дель-Пинар
2. Араусо-де-Торре
3. Араусо-де-Мьель
4. Араусо-де-Сальсе
5. Арройо-де-салас
6. Барбадильо-де-Эррерос
7. Барбадильо-дель-Меркадо
8. Барбадильо-дель-Пес
9. Бургос (провинция)
10. Кабесон-де-ла-Сьерра
11. Каникоса-де-ла-Сьерра
12. Карасо
13. Каскахарес-де-ла-Сьерра
14. Кастрильо-де-ла-Рейна
15. Кастровидо
16. Асинас
17. Инохар-дель-Рей
18. Онториа-дель-Пинар
19. Оюэлос-де-ла-Сьерра
20. Уэрта-де-Абахо
21. Уэрта-де-Арриба
22. Уэрта-де-Рей
23. Хурисдиксион-де-Лара
24. Ла-Гальега
25. Ла-Ревилья-и-Аедо
26. Лара-де-лос-Инфантес
27. Мамолар
28. Монастерио-де-ла-Сьерра
29. Монкальвильо
30. Монтеррубио-де-ла-Деманда
31. Навас-дель-Пинар
32. Нейла
33. Паласиос-де-ла-Сьерра
34. Пеньяльба-де-Кастро
35. Пьедраита-де-Муньо
36. Пинилья-де-лос-Барруэкос
37. Пинилья-де-лос-Морос
38. Кинтанар-де-ла-Сьерра
39. Кинтанаррайя
40. Бургос (провинция)
41. Рабанера-дель-Пинар
42. Регумьель-де-ла-Сьерра
43. Риокавадо-де-ла-Сьерра
44. Салас-де-лос-Инфантес
45. Террасас
46. Тольбаньос-де-Арриба
47. Валье-де-Вальделагуна
48. Вальехимено
49. Вильянуэва-де-Карасо
50. Вильвьестре-дель-Пинар
51. Вискаинос